# 微毛凸轴蕨
微毛凸轴蕨（学名：Metathelypteris adscendens）为金星蕨科凸轴蕨属下的一个种。

## 扩展阅读
維基物種上的相關：微毛凸轴蕨